# ゼロ (小惑星)
ゼロ (4321 Zero) は小惑星帯に位置する小惑星である。離心率が比較的高い。
1981年3月2日、サイディング・スプリング天文台のUKシュミット＝カルテック小惑星サーベイでシェルテ・バスが発見した。アメリカの俳優、ゼロ・モステルにちなんで名づけられた。また、小惑星番号と共に「4・3・2・1・0」という語呂合わせにもなっている。また、仮符号は1981 EH 26である。
この小惑星の大きさは直径11.147 km。